# Copidognathus remipes
Copidognathus remipes är en kvalsterart som först beskrevs av Édouard Louis Trouessart 1894.  Copidognathus remipes ingår i släktet Copidognathus och familjen Halacaridae. Inga underarter finns listade i Catalogue of Life.